# ライン生産方式

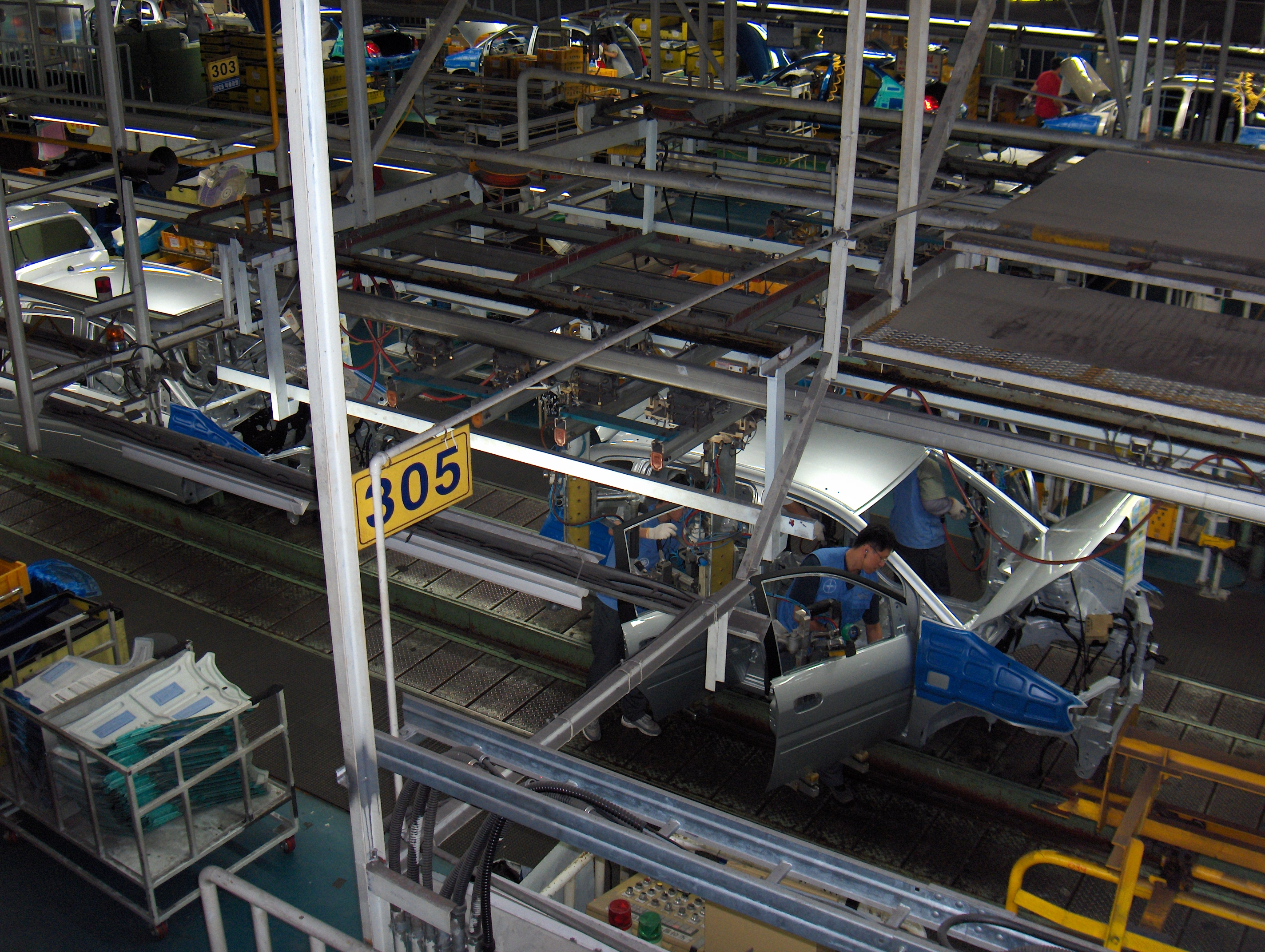
自動車のライン生産

ライン生産方式（ラインせいさんほうしき）とは、ある期間において、単一の製品を大量に製造するための方法。大量生産を行う工場で製品の組み立て工程、作業員の配置を一連化（ライン化）させ、ベルトコンベアなどにより流れてくる機械に部品の取り付けや小加工を行う作業である。いわゆる流れ作業。またライン作業とも呼ばれる。別名で、量産方式ともいう。セル生産方式、ラインレス生産方式の対立概念である。

## ライン工
ライン生産方式による製造現場において作業に従事するブルーカラー作業員をライン工（ラインこう）と呼ぶ。

## 概要
ライン生産方式では、作業員一人一人の仕事は多くとも数点の部品の組み付けだけであり、職人的な技量は求められず、全くの素人でも数時間のOJTを行えば事足りる。均一の工業製品を安価に大量生産するのに適した製造工程であり、作業員の熟度に合わせてベルトコンベアのスピードを上げてゆけば生産性は高まる。
ライン生産方式をとるための条件が、いくつかある。
1. 各製品の需要量は予測可能。
2. 専用工程を設置しても経済的に見合うだけの需要量がある。
3. 対象製品の生産期間が比較的長期にわたる。

ライン生産方式を、生産する製品の種類によって分類することができる。
1. 単一品種組立ライン
2. 多品種組立ライン

3S(整理・整頓・清掃)または4S(整理、整頓、清潔、清掃)、5S(整理・整頓・清掃・清潔・躾)を製品、工程、技術、管理方式の4つについて典型的に進めることで、生産効率を高めるとされている。
それぞれが工夫を重ねることで、生産性は次第にライン生産を上回り更にそれ以上に上昇していくことがある。もちろん、流れ作業をやめて一人が全て組み立てる方式にした直後は、一時的に生産効率が低下する。これは作業者が全ての工程を覚えるために一時的に生産性が低下した結果である。しかし、ある程度作業を覚えてくると、作業者の独創性によって生産性があがるという。

## 歴史
工場生産に応用したのは英国でマーク・イザムバード・ブルネル(en:Marc Isambard Brunel)が英国海軍用に滑車装置(en:Block and tackle)を作るためにアセンブリー・ライン(en:Assembly line)を用いたのが最初といわれている。1801年のことであった。
米国ではアルバート・ポープが1890年代にアセンブリーラインによる流れ作業での生産を開始している。ポープは英国で自転車製造を見学、米国初の自転車製造会社を創業し、かつ、米国自転車産業界を特許闘争で独占し、米国自転車の帝王とよばれた人物である。
米国での自動車生産におけるアセンブリーラインによる流れ作業の第一号は1901年、ランサム・E・オールズがオールズモビル・カーブドダッシュ生産でおこない、特許も取得している。第二号は、トマス・B・ジェフリーが1902年にランブラーC型でおこない、フォード社が1903年に初期のA型フォードでその後に続く。フォード社の技術者は1906年にコンセプトを形作っており、フォード社は工場全体にわたってこのコンセプトを適用した初の会社だった。さらにフォード社は、1914年に建造したフォード・モデルTの新生産工場でベルトコンベアを導入し、流れ作業をさらに効率化した。

## 社会問題
流れ作業を始めた当初から、単純労働による労働者の労働意欲の低下や離職率の高さはすさまじく、賃上げや作業工程の見直しなどが相次いだ。1936年には、チャップリンの映画、『モダン・タイムス』で題材に取り上げられている。労働者に対して人間性よりも、ひたすら機械の一部としての忍耐を求めるこのシステムは批判は受けつつも、第二次世界大戦中の武器、軍需物資の生産に応用されたり、戦後は工業以外の食品製造など広範な分野に広まり、世界中で普及した。